# Жучково (Кировская область)
Жучково — деревня в Советском районе Кировской области в составе Греховского сельского поселения. 

## География
Находится на правобережной части района на расстоянии примерно 2 километров по прямой на юго-восток от районного центра города Советск.

## История
Известна с 1646 года как починок Жучковский с 3 дворами и населением 11 душ мужского пола. В 1746 году учтено 69 жителей.  В 1873 году учтено было дворов 16 и жителей 103, в 1905 18 и 122, в 1926 29 и 115. В 1989 году отмечено 15 жителей.

## Население
Постоянное население составляло 4 человека (русские 100%) в 2002 году, 8 в 2010.